# Danny Federici
Daniel Paul "Danny" Federici, född 23 januari 1950 i Flemington i New Jersey, död 17 april 2008 i New York i New York, var en amerikansk musiker som spelade orgel, dragspel och glockenspiel. Han var en av ursprungsmedlemmarna i The E Street Band.
Federici började att spela dragspel då han var sju år gammal och lärde sig att spela genom att titta på The Lawrence Welk Show. Då han behärskade polka och klassisk musik på dragspel bokade hans mor in honom på fester, klubbar och radio. Han studerade på Hunterdon Central High School i New Jersey och var en av Bruce Springsteens tidiga musikkollegor. I slutet av 1960-talet bildade Federici tillsammans med Vini Lopez gruppen Child och när de sökte efter en sångare föll valet på Springsteen.
Han studerade i många år klassiskt dragspel men hans egna rötter inom musiken finns inom jazz och blues, som han började att intressera sig för då han fick höra en professor på NuPower Conservatory of Music i Philadelphia spela musikstilarna på ett dragspel. Därefter gav han ut de instrumentala jazzalbumen Flemington och Sweet. På grund av problem med skivbolagen gav han ut Flemington även under titeln Danny Federici på ett annat skivbolag. Sweet gavs 2005 ut under titeln Out of a Dream.
I november 2007 hoppade Federici av en pågående turné med Bruce Springsteen & The E Street Band för att genomgå behandling för den hudcancer han avled av. Hans sista framträdande med E Street Band skedde 20 mars 2008 i Indianapolis.

## Diskografi
- Flemington, (1997)
- Sweet, (2004)